# Canottaggio ai Giochi olimpici
Il canottaggio è uno degli sport attivi sin dall'instaurazione dei Giochi olimpici moderni. Sebbene ciò, furono di fatto inseriti nelle prime Olimpiadi di Atene 1896 ma cancellati per condizioni climatiche avverse, la prima edizione ufficiale fu solo a partire da Parigi 1900. Gli eventi furono esclusivamente per uomini fino ai giochi di Montréal 1976, mentre dal 1996 furono aggiunte eventi legati alle classi di peso dell'equipaggio.

Attualmente la disciplina conta 14 differenti eventi, dal singolo all'equipaggio da 8 (unico evento superstite con presente oltre all'equipaggio anche un timoniere); soprattutto nelle prime edizioni dei giochi furono molteplici le classi di competizione, eventi che non andarono oltre i Giochi di Saint Louis 1904 (escludendo dal conteggio l'edizione intermedia celebrativa di Atene 1906).

Anche l'attuale standard di distanza (2.000 metri per tutte le categorie) non fu così scontato nelle prime edizioni sino a Stoccolma 1912. Per le classi femminili, invece, l'iniziale distanza di gara di 1.000 metri fu elevata ed equiparata alle competizioni maschili a partire dal 1992. Infine anche le modalità di gara sono cambiate nel tempo: ogni singola batteria vedeva gareggiare 2 o 3 imbarcazioni (3 o 4 nel 1952); le moderne batterie di sei equipaggi furono introdotte nel 1936 ed in maniera stabile e continuativa da Melbourne 1956.

## Medagliere
Il seguente medagliere, aggiornato a Parigi 2024. In corsivo le nazioni (o le squadre) non più esistenti.
| Pos | Nazione                     | Oro | Argento | Bronzo | Totale |
| --- | --------------------------- | --- | ------- | ------ | ------ |
| 1   | Stati Uniti                 | 34  | 32      | 25     | 91     |
| 2   | Gran Bretagna               | 34  | 27      | 17     | 78     |
| 3   | Germania Est                | 33  | 7       | 8      | 48     |
| 4   | Germania                    | 24  | 16      | 15     | 55     |
| 5   | Romania                     | 22  | 15      | 9      | 46     |
| 6   | Nuova Zelanda               | 15  | 7       | 11     | 33     |
| 7   | Australia                   | 13  | 15      | 17     | 45     |
| 8   | Unione Sovietica            | 12  | 20      | 10     | 42     |
| 9   | Paesi Bassi                 | 11  | 17      | 15     | 43     |
| 10  | Italia                      | 11  | 16      | 16     | 43     |
| 11  | Canada                      | 10  | 18      | 16     | 44     |
| 12  | Francia                     | 8   | 15      | 13     | 36     |
| 13  | Svizzera                    | 7   | 8       | 10     | 25     |
| 14  | Danimarca                   | 7   | 5       | 13     | 25     |
| 15  | Polonia                     | 4   | 4       | 12     | 20     |
| 16  | Germania Ovest              | 4   | 4       | 6      | 14     |
| 17  | Squadra Unificata Tedesca   | 4   | 4       | 1      | 9      |
| 18  | Norvegia                    | 3   | 7       | 8      | 18     |
| 19  | Bulgaria                    | 3   | 4       | 7      | 14     |
| 20  | Croazia                     | 3   | 3       | 2      | 8      |
| 21  | Finlandia                   | 3   | 1       | 3      | 7      |
| 22  | Cina                        | 2   | 4       | 6      | 12     |
| 23  | Cecoslovacchia              | 2   | 2       | 7      | 11     |
| 24  | Bielorussia                 | 2   | 1       | 4      | 7      |
| 25  | Irlanda                     | 2   | 1       | 2      | 5      |
| 26  | Rep. Ceca                   | 1   | 3       | 1      | 5      |
| 27  | Grecia                      | 1   | 1       | 4      | 6      |
| 28  | Jugoslavia                  | 1   | 1       | 3      | 5      |
| 28  | Slovenia                    | 1   | 1       | 3      | 5      |
| 30  | Argentina                   | 1   | 1       | 2      | 4      |
| 31  | Sudafrica                   | 1   | 1       | 1      | 3      |
| 31  | Ucraina                     | 1   | 1       | 1      | 3      |
| 33  | Russia                      | 1   | 0       | 3      | 4      |
| 34  | Squadra mista               | 1   | 0       | 0      | 1      |
| 35  | Belgio                      | 0   | 6       | 2      | 8      |
| 36  | Austria                     | 0   | 3       | 3      | 6      |
| 37  | Estonia                     | 0   | 2       | 1      | 3      |
| 38  | ROC                         | 0   | 2       | 0      | 2      |
| 38  | Svezia                      | 0   | 2       | 0      | 2      |
| 40  | Lituania                    | 0   | 1       | 3      | 4      |
| 40  | Uruguay                     | 0   | 1       | 3      | 4      |
| 42  | Ungheria                    | 0   | 1       | 2      | 3      |
| 43  | Spagna                      | 0   | 1       | 0      | 1      |
| 43  | Atleti Individuali Neutrali | 0   | 1       | 0      | 1      |
| 45  | Squadra Unificata           | 0   | 0       | 1      | 1      |

## Albo d'oro

### Atleti plurimedagliati
Segue la lista, aggiornata a Rio de Janeiro 2016, degli atleti plurimedagliati con 3 o più medaglie d'oro ordinata per quantità di medaglie vinte senza distinzione.
| Atleta              | Nazione          | Oro | Argento | Bronzo | Totale |
| ------------------- | ---------------- | --- | ------- | ------ | ------ |
| Elisabeta Lipă      | Romania          | 5   | 2       | 1      | 8      |
| Steve Redgrave      | Gran Bretagna    | 5   | 0       | 1      | 6      |
| Georgeta Damian     | Romania          | 5   | 0       | 1      | 6      |
| Doina Ignat         | Romania          | 4   | 1       | 1      | 6      |
| Kathrin Boron       | Germania         | 4   | 0       | 1      | 5      |
| Viorica Susanu      | Romania          | 4   | 0       | 1      | 5      |
| Jack Beresford      | Gran Bretagna    | 3   | 2       | 0      | 5      |
| Constanța Burcică   | Romania          | 3   | 1       | 1      | 5      |
| Elena Georgescu     | Romania          | 3   | 1       | 1      | 5      |
| Matthew Pinsent     | Gran Bretagna    | 4   | 0       | 0      | 4      |
| Drew Ginn           | Australia        | 3   | 1       | 0      | 4      |
| Eskild Ebbesen      | Danimarca        | 3   | 0       | 1      | 4      |
| Marnie McBean       | Canada           | 3   | 0       | 1      | 4      |
| Kathleen Heddle     | Canada           | 3   | 0       | 1      | 4      |
| James Tomkins       | Australia        | 3   | 0       | 1      | 4      |
| Agostino Abbagnale  | Italia           | 3   | 0       | 0      | 3      |
| John Kelly Sr.      | Australia        | 3   | 0       | 0      | 3      |
| Paul Costello       | Australia        | 3   | 0       | 0      | 3      |
| Pertti Karppinen    | Finlandia        | 3   | 0       | 0      | 3      |
| Siegfried Brietzke  | Germania Est     | 3   | 0       | 0      | 3      |
| Vjačeslav Ivanov    | Unione Sovietica | 3   | 0       | 0      | 3      |
| Liliana Gafencu     | Romania          | 3   | 0       | 0      | 3      |
| Elle Logan          | Stati Uniti      | 3   | 0       | 0      | 3      |
| Peter Reed          | Gran Bretagna    | 3   | 0       | 0      | 3      |
| Andrew Triggs Hodge | Gran Bretagna    | 3   | 0       | 0      | 3      |